# ماهی‌گیرک تاج‌دار ژاپنی
ماهی‌گیرک تاج‌دار ژاپنی (نام علمی: Synthliboramphus wumizusume) نام یک گونه از تیره ماهی‌گیرک است با پاهای پنجه‌دار زرد و قوی و پرهای عموماً سفید و ابروهای سیاه و بسیار بلند که تا انتهای سر امتداد دارد.